# حمله به مهمانخانه والی قندهار
حمله بر مهمانخانه والی قندهار (به پشتو: د کندهار پر دولتی میلمستون باندی برید) یک حمله هراس افکنانه بود که در تاریخ(۲۱جدی/دی ۱۳۹۵) در ساعت ۶:۳۰ شام در مهمانخانه دولتی ولایت قندهار به وقوع پیوست. مسئولیت این حمله را کسی بر عهده نگرفت اما مقامات افغان اعلام کردند که این حمله در پاکستان طراحی شده‌است.
بنا به گزارش‌ها شمار کشته شدگان این حمله تروریستی ۱۳ تن و شمار زخمیان آن ۱۶ تن بود. پس از این حمله؛ محمداشرف غنی رئیس‌جمهور افغانستان دستور داد تا از پنج دیپلمات کشته شده اماراتی؛ تندیس‌هایی ساخته شود و در مقر وزارت امور خارجه افغانستان نصب گردد.

## بازداشت‌ها
در روزهای نخست پس از حمله، مقام‌های محلی ولایت قندهار در جنوب افغانستان اعلام کردند که ۲۰ نفر در ارتباط با انفجار روز سه‌شنبه گذشته در مهمان‌خانه والی قندهار بازداشت شده‌اند.
ریاست جمهوری افغانستان بعدها اعلام کرده که ۵ نفر در ارتباط با حمله به مهمان‌خانه ولایت قندهار بازداشت شده‌اند.

## واکنش ها

### اشرف غنی
اشرف غنی، ضمن تقبیح این حملۀ وحشیانه گفت، دشمنان ثبات و ترقی افغانستان با انجام چنین اعمال تروریستی نمی‌توانند اعتماد و ارادۀ قوی مردم ما را در راستای آبادانی و پیشرفت کشور ضعیف سازند.

## تحقیقات
«عبدالحسیب صدیقی» سخنگوی ریاست امنیت ملی افغانستان گفت: گزارش‌های اولیه نشان می‌دهد که حمله به مهمانخانه والی قندهار در شهر کویته مرکز ایالت بلوچستان پاکستان طرح‌ریزی شده بود. جنرال «عبدالرزاق» فرمانده پولیس ولایت قندهار که خود از این حادثه جان سالم بدر برده بود، شبکه حقانی و سازمان اطلاعات پاکستان را مسئول این رویداد اعلام کرد. گفتنی است که در این رویداد، «همایون عزیزی» والی قندهار و «جمعه الکعبی» سفیر امارات در افغانستان نیز زخمی شدند. هاشم خان کرزی پسر کاکای/عموی حامد کرزی و از تاجران بزرگ افغانستان که در این حادثه زخمی شده بود، چند روز بعد در شفاخانه‌ای در هند درگذشت.
همایون عزیزی پس از درمان در فرانسه در تاریخ ۱۳۹۵/۱۲/۲۵ به افغانستان برگشت. او در گفت‌وگویی با خبرنگار بی‌بی‌سی فارسی پس از برگشت به افغانستان گفت: حدود ۲۰ دقیقه پس از آمدن مهمان‌ها، دو انفجار در مهمانخانه رخ داد.
او می‌گوید شواهد نشان می‌دهد که این حمله کار گروه طالبان بوده و در بیرون از افغانستان برنامه‌ریزی شده بود.
به گفته وی، طالبان پس از حمله، معلومات آن را در سایت‌شان نشر کردند اما پس از آن که باخبر شدند در بین قربانیان دیپلمات‌های امارات متحده عربی نیز شامل هستند، برای خراب نشدن روابط‌شان با آن‌ها (امارات متحده عربی)، این خبر را حذف کردند.
تاکنون هیچ گروهی رسماً مسئولیت حمله به مهمانخانه والی قندهار را بر عهده نگرفته‌است.
والی قندهار می‌گوید که بدون شک افرادی از درون دفتر ولایت با این گروه برای زمینه‌سازی این حمله همکاری داشتند.

## چگونگی حمله
مواد استفاده شده در این حمله٬مواد جدیدی بوده و بیشتر قدرت آتش زدن و سوزاندن را داشته تا منفجر شدن؛ وقبلا در هیچ حمله دیگری استفاده نشده بوده‌است.
مقامات نظامی و امنیتی افغان احتمال می‌دهند که٬چون در مهمانخانه کارهای تعمیراتی در حال انجام بوده این مواد طی مدت چند روز یا شاید چند هفته از این طریق به داخل مهمانخانه وارد شده‌اند.
بمب‌ها در دو نقطه از اتاق کارگذاری شده بوده و به گفته مقامات استخباراتی افغان هدف اصلی این
حمله؛ عبدالرازق اچکزی قومندان/فرمانده امنیه ولایت قندهار و همایون عزیزی والی ولایت قندهار بوده‌است.
جنرال عبدالرازق؛ که لحظاتی پیش از انفجار بمب اتاق را به قصد؛ ادای نماز شام ترک کرده بود از این حمله جان سالم به دربرد

## جان باختگان و زخمی‌شدگان

### جان باختگان
۱- عبدالعلی شمسی (معاون والی قندهار)
۲- شاه احمد سعید (رئیس امور خارجی ولایت قندهار)
۳- نذیر یما قریشی (دیپلمات افغان در واشینگتن و از خویشاوندان همسر حامد کرزی)
۴- بازمحمد جوزجانی (نماینده مردم ولایت جوزجان در ولسی جرگه)
۵- سراج الدین صفری (عضو مشرانو جرگه از ولایت فاریاب)
۶- هاشم خان کرزی (پسر کاکای/عموی حامد کرزی و از تاجران بزرگ افغانستان)
۷- دو نفر دیگر که کشته شدند در اثر سوختگی زیاد شناسایی نشدند
*پنج دیپلمات اهل امارات متحده عربی که در این رویداد جان باختند:
۸- احمد راشد سالم علی المزروعی
۹- محمد علی محمد زینل البستکی
۱۰- احمد عبدالرحمن احمد کلیب الطنیجی
۱۱- عبدالله محمد عیسی عبید الکعبی
۱۲- عبد الحمید سلطان عبدالله ابراهیم الحمادی

### زخمی‌ها
۱- همایون عزیزی، والی قندهار (وی در فرانسه تحت درمان است و در تاریخ (۱۳۹۵/۱۲/۲۵) پس از درمان به افغانستان برگشت
۲- جمعه الکعبی، سفیر امارات متحده عربی (جمعه الکعبی پس از ۳۷روز بستری شدن در شفاخانه در تاریخ۱۳۹۵/۱۱/۲۸درگذشت)
۳- شکیب، رئیس دفتر والی قندهار
۴- سلطان محمد
۵- شکیب
۶- هاشم خان کرزی (نخست چند روز در هندوستان تحت درمان بود اما در اثر شدت جراحات درگذشت)
۷- خیر احمد
۸- محمد عمر
۹- عبدالرشید
۱۰- سید داوود
۱۱- اجمل
۱۲- مبارک ـ عرب
۱۳- عبدالمتین
۱۴- نعمت‌الله
۱۵- محمد ظاهر عبادی، مستوفی قندهار
۱۶- حاجی محمد صدیق، تاجر